# جنگ ایران و روم (۴۲۱–۴۲۲)
جنگ ایران و روم شرقی در سال‌های ۴۲۱ تا ۴۲۲ میلادی، یک درگیری بین دولت‌های ایران و روم شرقی بود. علت این درگیری، آزار و اذیت مسیحیان توسط بهرام پنجم بود که در پاسخ به حملات مسیحیان علیه آتشکده‌های زرتشتی انجام شد.
پس از این رویداد تئودئوس دوم، امپراتور روم، به ایران اعلام جنگ کرده و برخی پیروزی‌ها را نیز کسب کرد، اما در نهایت، دو قدرت توافق کرده که صلحی بر اساس وضعیت پیش از جنگ امضا کنند.

## زمینه
در سال ۴۲۱ میلادی، بهرام پنجم جانشین پدرش یزدگرد یکم شد. یزدگرد اندکی پیش از کشته شدن، آزار و اذیت مسیحیان را به عنوان تلافی حملات مسیحیان علیه آتشگده‌های زرتشتی آغاز کرده بود؛ بهرام پنجم نیز این آزار و اذیت را ادامه داد که در طی آن بسیاری از مسیحیان کشته شدند.
از جمله این افراد، جیمز اینترسیسوس، مشاور سیاسی یزدگرد بود که به دین زرتشتی گرویده بود اما پس از مدتی دوباره به دین مسیحی بازگشته بود.
در پی این رویداد مسیحیان آزار دیده به قلمرو روم گریختند و توسط اسقف قسطنطنیه، آتیکوس، مورد استقبال قرار گرفتند. آتیکوس، امپراتور را از این آزار و اذیت مطلع کرد.
تئودوسیوس دوم امپراتور روم در آن زمان تا حد زیادی تحت تأثیر خواهر مذهبی خود، پولچریا، قرار داشت و علاقه فزاینده‌ای به مسیحیت پیدا کرده بود.
روابط ایران و روم نیز پیش از این دارای برخی تنش‌ها بود. ایرانی‌ها برخی از معدن‌کاران طلا را از رومی‌ها استخدام کرده بودند، اما اکنون از بازگرداندن آنها خودداری می‌کردند؛ علاوه بر این، ایرانی‌ها اموال بازرگانان رومی را مصادره کردند.
به همین دلایل، هنگامی که سفرای ایرانی برای درخواست بازگشت پناهندگان به دربار روم رسیدند، تئودئوس به جای بازگرداندن آنها، تصمیم گرفت صلح شکسته و اعلام جنگ کند.

## درگیری
فرمانده سپاه روم، اردبور نام داشت و اتفاقاً از قبیله ایرانی آلان‌ها بود. اردبور برای لشکرکشی خود نیاز به جمع‌آوری نیروهای زیادی داشت؛ بنابراین، تئودئوس به برخی از اوستروگوت‌های پانونی اجازه داد تا در تراکیه مستقر شوند تا در زمان اعزام نیروهای رومی در تراکیه به سوی ایران، از این استان در برابر هون‌ها دفاع کنند.
اردبور، آناتولیوس را به سمت ارمنستان ایران فرستاد، در آنجا او به شورشیان ارمنی پیوست، سپس او وارد قلمرو ایران شد و ارزانن را ویران کرد. مهرنرسه، سردار سپاه ساسانی، با اردبور درگیر شد، اما شکست مرده و مجبور به عقب‌نشینی شد. مهرنرسه قصد داشت به سمت استان رومی بین‌النهرین، که بدون دفاع رها شده بود، حمله کند و به آنجا حرکت کرد، اما اردبور نقشه دشمن خود را پیش‌بینی کرد و او را در آنجا تعقیب کرد.
سپس اردبور محاصره قلعه نصیبین را آغاز کرد. بهرام پنجم با اعراب لخمی به رهبری عمرو (منذر بن نعمان) متحد شد، اما آنها توسط رومی‌ها پراکنده شدند. در همین حال، روگیلا، پادشاه هون‌ها، به استان‌های داسیه و تراکیه حمله کرده بود و حتی قسطنطنیه را تهدید کرده بود؛ در همان زمان، ارتش بزرگی از ایران به سمت نصیبین حرکت کرد. سپس تئودئوس، اردبور را برای جلوگیری از جنگ در دو جبهه، فراخواند.

### محاصره تئودوسیوپولیس
بر اساس منبع کلیسای رومی، ایرانی‌ها تئودوسیوپولیس را به مدت یک ماه با هزاران سرباز و حتی برج‌های متحرک محاصره (که منبع آنها را هِلِپولیس می‌نامد) محاصره کردند. طبق این منبع، رومی‌ها تلاش نکردند تا به شهر تئودوسیوپولیس کمک کنند، با این حال ایرانی‌ها پس از مدتی دست از محاصره کشیدند، زیرا که اسقف شهر تئودوسیوپولیس، که نامش یونومیوس بود، با استفاده از یک منجنیق، توانست یکی از فرماندهان ارتش ایرانی‌ها را بکشد.
با وجود روایت مذهبی منبع این داستان که به نظر مغرضانه و یک جانبه ه نظر می‌رسد، اما باز هم این منبع اهمیت دارد زیرا گواهی بر حمله ناموفق ایرانی‌ها به تئودوسیوپولیس است. اما این شهر ئودوسیوپولیس می‌تواند در ارمنستان هم بوده باشد و مکان این شهر به‌طور دقیق مشخص نیست.
اگر مکان شهر در ارمنستان بوده باشد در این صورت محاصره باید به سال ۴۲۱ میلادی باشد، یعنی زمانی که مهرنرسه در بین‌النهرین بود، اما اگر تئودوسیوپولیس در اسروئنه بوده باشد، در این صورت حمله باید پس از عقب‌نشینی رومیان از نصیبین باشد.

## پیامدها
عهدنامه صلحی که به جنگ پایان داد (در سال ۴۲۲ میلادی) توسط استاد مناصب هلیو، مذاکره شد. این عهدنامه همه چیز را به وضعیت پیش از جنگ بازگرداند. هر دو طرف موافقت کردند که پناهندگان عرب طرف دیگر را رد کنند، و همچنین آزادی دین را در قلمروهای خود تضمین کنند.
این جنگ توسط اکثر مورخان به یک جنگ بی‌نتیجه تشبیه شده است.

## یادداشت
1. ↑   مجموعه‌ای از حملات مسیحیان به آتشکده‌های زرتشتی‌ها، دولت ایران را به آزار و شکنجه وحشیانهٔ مسیحیان تحریک کرد که به نوبهٔ خود منجر به جنگ بین دو کشور در سال‌های ۴۲۱–۴۲۲ میلادی شد. حوادثی که باعث این آزار و شکنجه شد، در اعمال کشتن مسیحیان ایرانی که در زبان سریانی حفظ شده‌اند، و همچنین در روایتی متناظر در کتاب تئودوریت، توصیف شده است. واکنش اولیهٔ پادشاه ایران به طرز شگفت‌آوری ملایم بود. او وقتی شنید که اسقف شهر هرمزداردشیر که نامش عبدا، یا یکی از کشیشان او، آتشکده‌ای را تخریب کرده است، او را احضار کرد، "با زبان ملایم" از او شکایت کرد و دستور داد آتشکده را بازسازی کند… هنگامی که نرسای زاهد به دلیل تخریب آتشکده‌ای دستگیر شد، شاه حتی پیشنهاد کرد که اگر نرسای صرفاً انکار کند که این کار را انجام داده است، این موضوع را فراموش کند. عبدا از بازسازی آتشکده خودداری کرد و نرسای از انکار عمل خود امتناع ورزید. به دلیل سرسختی این دو، هر دوی آن دو تن اعدام شدند. در این مرحله، شاه صبر خود را از دست داد و آزار و شکنجهٔ عمومی علیه کلیسا را آغاز کرد.
."[۱]